# Gallician
Gallician est un village de la commune française de Vauvert, située dans le département du Gard, en région Occitanie.

## Géographie

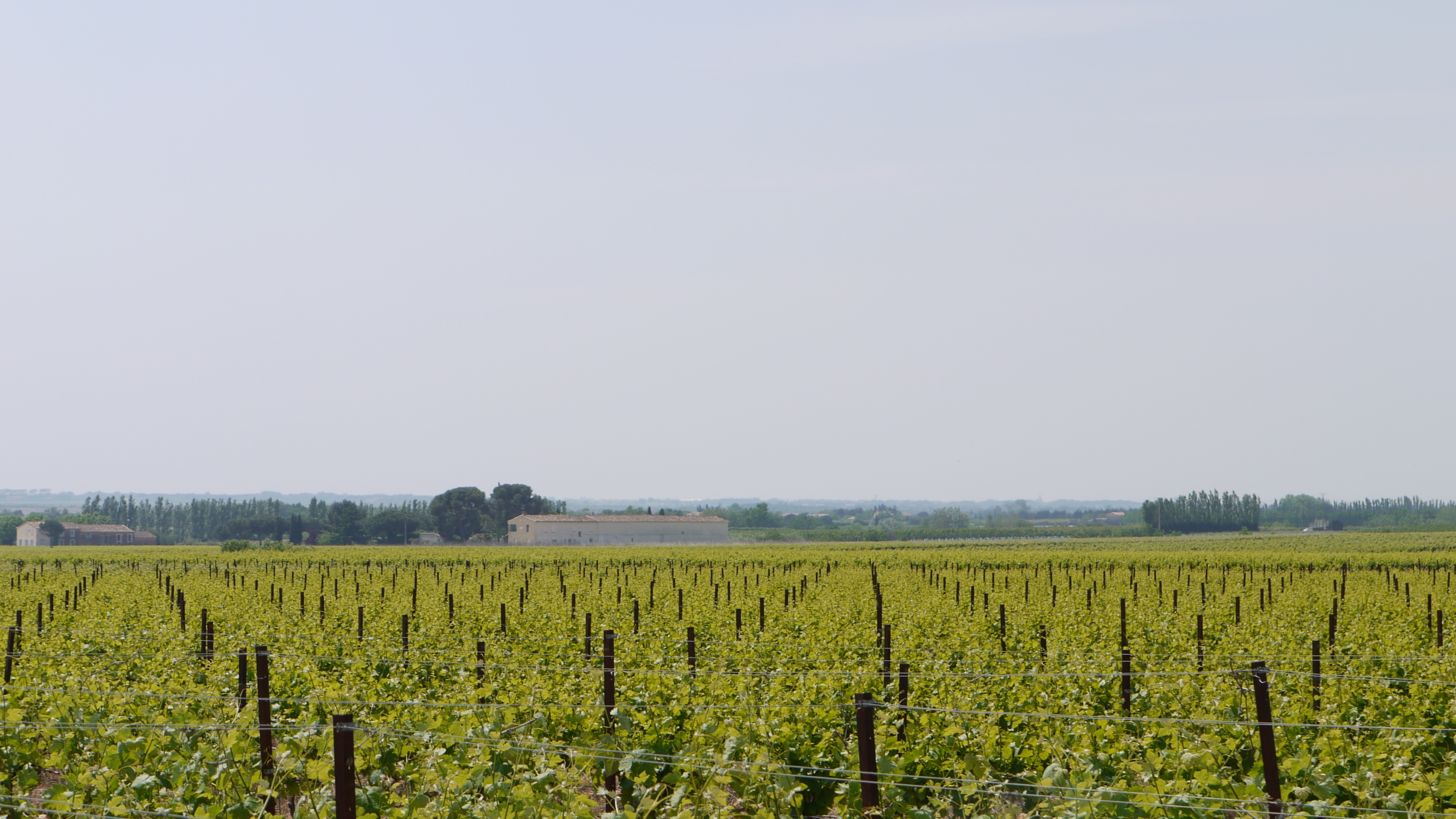
Vignoble à Gallician.

Gallician se situe en pleine Petite Camargue, au pied du plateau des Costières, sur les rives du Canal du Rhône à Sète et de l'étang de Scamandre.
Peuplé d'environ 1 000 habitants, Gallician vit surtout de la viticulture - AOC Costières-de-Nîmes - activité principale à laquelle on peut toutefois ajouter la pêche et la « sagne », c'est-à-dire la coupe du roseau. Doté d'un port de plaisance et d'une halte nautique, Gallician se trouve sur les rives du canal du Rhône à Sète, canal permettant la circulation des bateaux de tourisme comme des péniches. Le canal d'irrigation du Bas-Rhône Languedoc s'écoule quant à lui au nord du hameau. La voie verte Vauvert-Gallician le longe sur 7 km entre ces deux localités.
La réserve naturelle régionale du Scamandre se trouve au lieu-dit les Iscles, sur le territoire du hameau de Gallician.

## Histoire

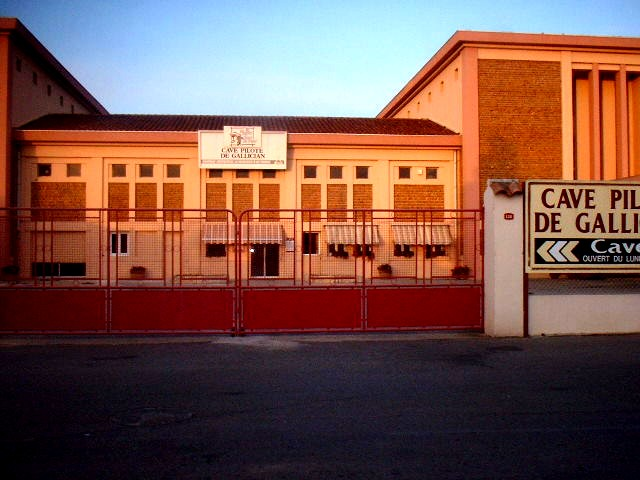
Cave pilote de Gallician.

Durant toute la féodalité, les marais sont la propriété du Baron de Posquières-Vauvert mais les habitants de la commune y possèdent quelques droits d'usage, notamment pour la récolte des roseaux et la pêche.
Dans les années 1770-80, une famille de Vauvert, la famille « Gallissian » installe une cabane sur le chemin de Saint-Gilles à Aigues-Mortes, en bordure des marais à la jonction du fossé qui arrive du mas de Beck. Sur la carte de Cassini de 1800, ce fossé est nommé « Val Gallissian », ce qui confirme la présence en ce lieu des propriétés de la famille Gallissian. La création du canal de navigation et du pont à la fin du XVIIIe siècle favorisèrent le développement d'activités agricoles, artisanales et commerciales à Gallissian. 
À la fin du XIXe siècle, les administrateurs du cadastre modifièrent l'orthographe de Gallissian en « Gallician ».
La cave pilote de Gallician a été fondée en 1951.